# Хомченко Віктор Вікторович
Віктор Вікторович Хомченко (нар. 11 листопада 1994, Луцьк) — український футболіст, нападник клубу «Ужгород».

## Ігрова кар'єра
Футболом починав займатися в Ковелі Волинської області. 2008 року перебрався до академії луцької «Волині». Після завершення навчання був зарахований до юнацької команди лучан.
В українській Прем'єр-лізі дебютував 6 квітня 2013 року в гостьовій грі проти «Металіста» (0:1), замінивши на 80-й хвилині Сашу Стевича. Після матчу футболіст так прокоментував свою гру: «Мені дуже приємно дебютувати, добре, що Анатолій Васильович випустив мене. Якщо чесно — не очікував цього. Приємно було вже, що потрапив у список вісімнадцяти. А оцінювати гру, дебют можуть вже лише тренери та вболівальники… Якщо чесно, то я не нервував. Я сам здивувався, але увійшов у гру, віддав пас, один, другий, отримав, хлопці старші допомогли, Сергій Сімінін підказав — і все нерви пройшли». Головний тренер «Волині» Анатолій Дем'яненко на післяматчевому інтерв'ю висловився про дебют Хомченка таким чином: «Він обдарований хлопець…. Ми намагаємося молодь підтягувати. Також грав Приндета — він 93-го року, і Хомченко 94-го року».
Незабаром після дебюту на найвищому рівні, Хомченко був викликаний тренером юнацької збірної України до 19 років Юрієм Морозом на навчально-тренувальний збір жовто-синіх в рамках підготовки до еліт-раунду Євро-2013, проте на поле у футболці збірної не вийшов.
У сезоні 2012/13 забив п'ять, а в наступному — 7 голів за молодіжну команду «Волині».
Улітку 2014 року перебував на перегляді в команді Першої ліги «Полтава», проте залишився у «Волині». У жовтні 2016 року був виставлений Віталієм Кварцяним на трансфер, але вже наприкінці того ж місяця знову приєднався до лав луцької команди.
У січні 2017 року уклад договір на термін 5 років з львівськими «Карпатами». 7 серпня 2017 року став гравцем «Руху» з Винник, підписавши орендну угоду до кінця року.
6 вересня 2018 року став гравцем клубу «Авангард», підписавши контракт на один рік, втім, так і не зігравши жодної гри за основну команду, вже на початку 2019 року повернувся в «Карпати».